# Elizabeth Strout
Elisabeth Strout (Portland, Maine, 6 de gener de 1956) és una escriptora estatunidenca, Premi Pulitzer d'Obres de Ficció, l'any 2009, i Premi Llibreter a Catalunya, el 2010.

## Biografia
Va estudiar Dret i Gerontologia a la Universitat de Syracuse. Posteriorment, es va traslladar a Nova York, on va començar a publicar contes en diverses revistes literàries, com The New Yorker i The New York Times. Ha treballat com a professora del Màster d'Escriptura Creativa a la Queens University de Charlotte (Carolina del Nord).
L'any 1998 va publicar la seva primera novel·la, Amy & Isabelle, gràcies a la qual va guanyar el premi de Los Angeles Times per a primeres novel·les, de l'any 1999, i va ser finalista als premis Pen/Faulkner i Orange, de l'any 2000. Vuit anys més tard va publicar Abide with Me, que va esdevenir un bestseller. La següent novel·la que va escriure, Olive Kitteridge, va ser guardonada amb el Premi Pulitzer d'Obres de Ficció, l'any 2009, i el 2010 va obtenir el Premi Llibreter a Catalunya. El 2013 va publicar The Burgess Boys i el 2016, My Name Is Lucy Barton, una conversa en un hospital de Manhattan entre una mare i una filla. Al 2017 va publicar Anything Is Possible, la història d'una escriptora nord-americana que torna a la ciutat on va créixer. I al 2019, Olive, Again, seqüela d'Olive Kitteridge.
Moltes de les seves novel·les han estat traduïdes al català.

## Obres
- Amy and Isabelle (1998); versió catalana d'Anna Mauri Batlle: Amy i Isabelle (Edicions 62, 2001)
- Abide with Me (2006)
- Olive Kitteridge (2008); versió catalana d'Esther Tallada: Olive Kitteridge (Edicions de 1984, 2010)
- The Burgess Boys (2013); versió catalana de Marta Pera Cucurell: Els germans Burgess (Edicions de 1984, 2013)
- My Name Is Lucy Barton (2016); versió catalana d'Esther Tallada: Em dic Lucy Barton (Edicions de 1984, 2016)
- Anything Is Possible (2017); versió catalana d'Esther Tallada: Tot és possible (Edicions de 1984, 2017)
- Olive, Again (2019); versió catalana d'Esther Tallada: Llum de febrer (Edicions de 1984, 2021)
- Oh William! (2021); versió catalana de Núria Busquet Molist: Ai, William! (Edicions de 1984, 2022)
- Lucy by the sea (2022); versió catalana de Núria Busquet Molist: La Lucy a la vora del mar (Edicions de 1984, 2023)